# Орловське намісництво
Орло́вське намі́сництво (рос. Орловское наместничество) — адміністративно-територіальна одиниця в Російській імперії в 1778–1796 роках. Адміністративний центр — Орел. Створене 22 лютого 1778 року на основі Бєлгородської та частини Воронезької губернії. Складалося з 13 повітів.
12 грудня 1796 перетворене на Орловську губернію.